# Série 0600/0650 da CP

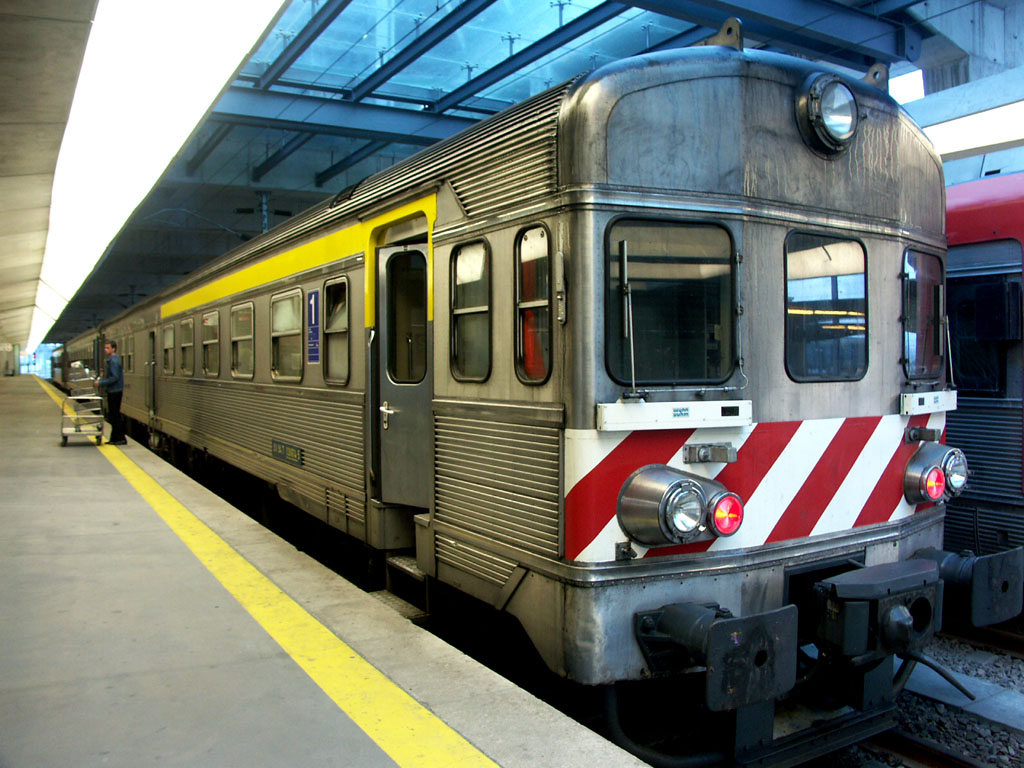
Automotora número 0614, em composição de Unidade Tripla a Diesel, na Estação Ferroviária de Porto-Campanhã.

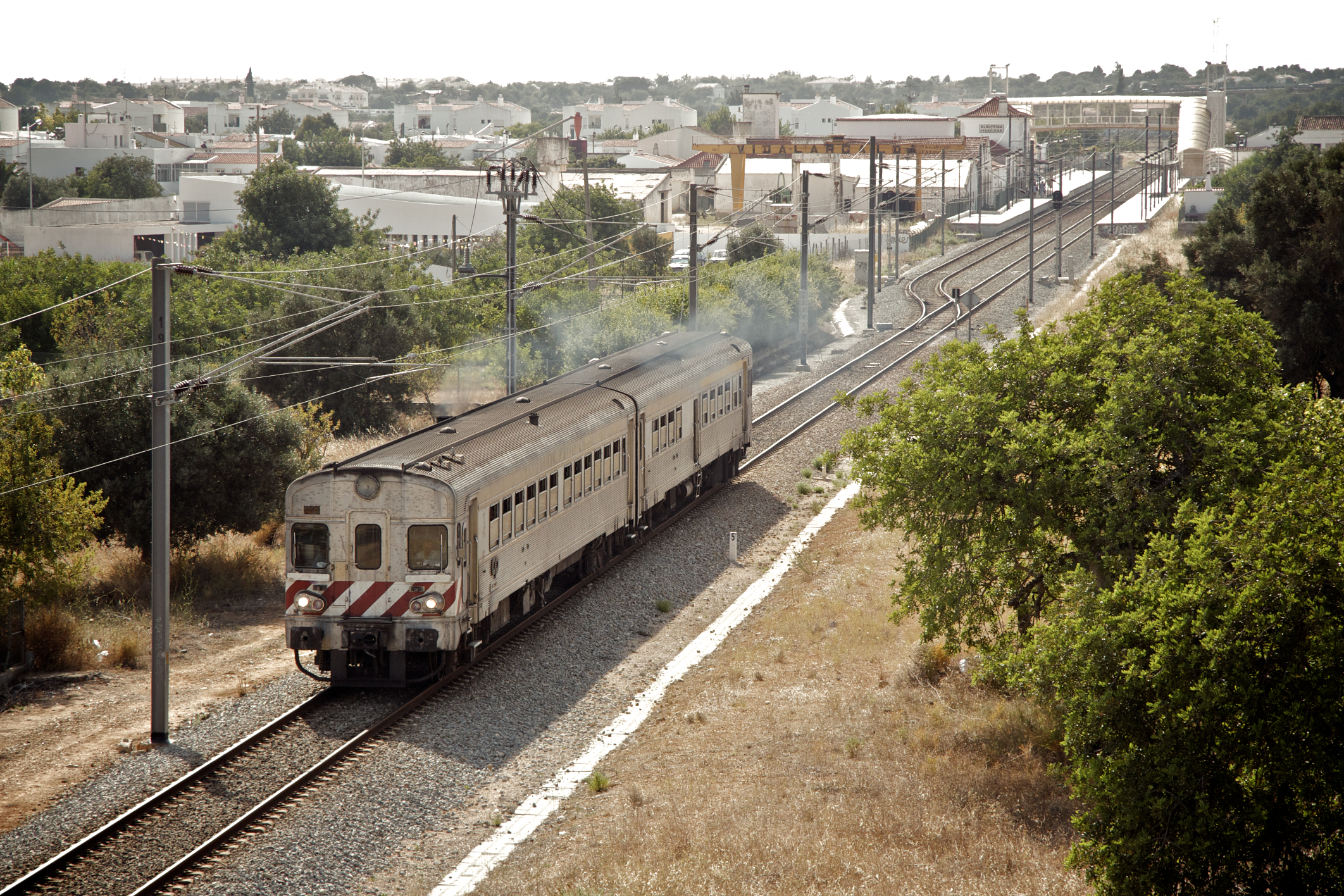
Automotora diesel, com atrelado (UDD), n.º 0605, fazendo o CP Regional n.º 5913, aproximando-se da Estação de Albufeira, em 2011.07.02.

A Série 0600/0650, igualmente conhecida como UTD, em relação ao tipo de composição mais utilizado, ou como Sorefame, em referência à sua fabricante, é um tipo de automotora, que esteve ao serviço da operadora Comboios de Portugal. Entraram ao serviço entre 1979 e 1989, e foram abatidas entre 2011 e 2012.

## História

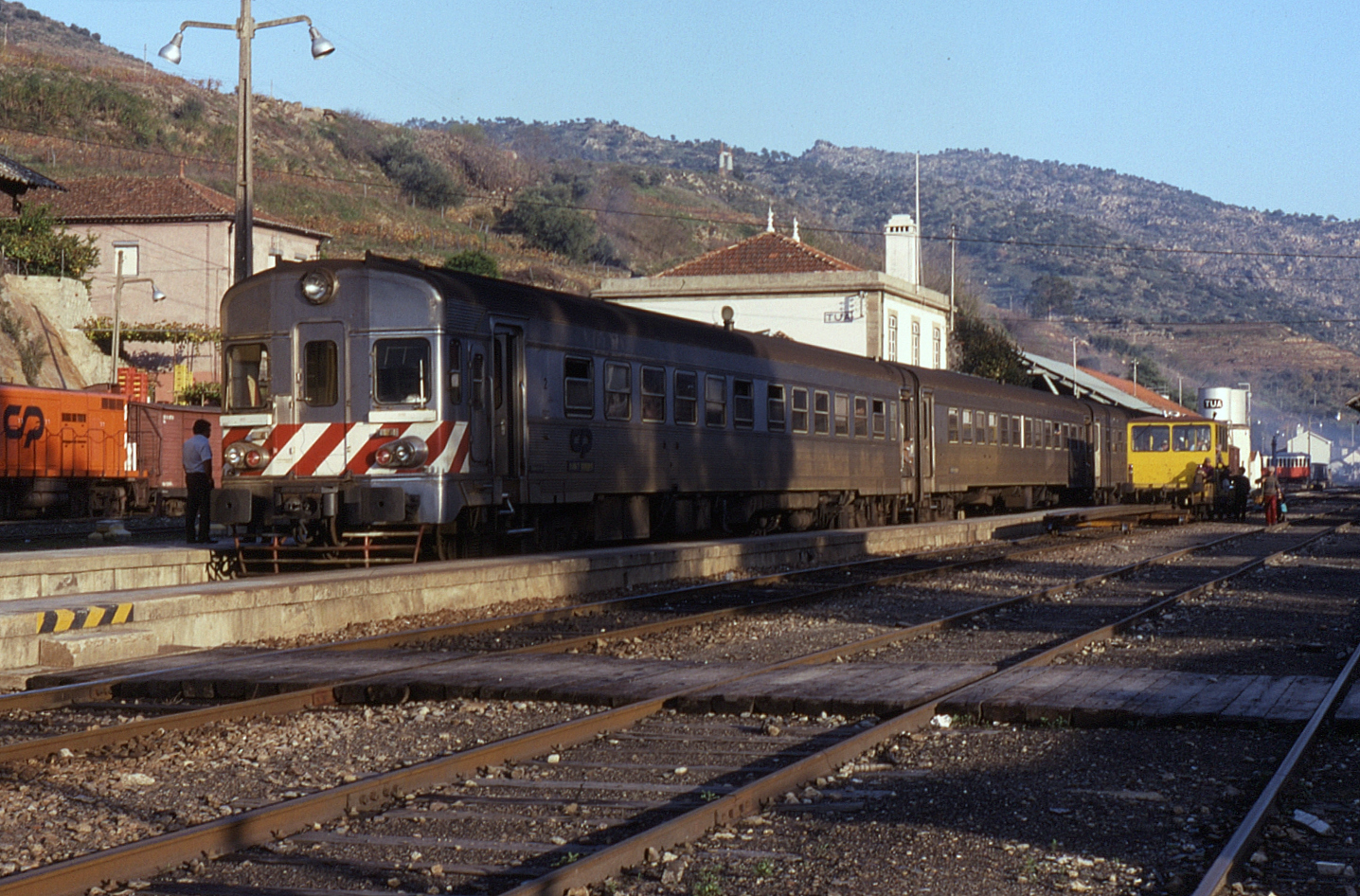
Automotora 0608 na Tua, em 1993; de notar a grelha vermelha e branca por baixo da frente do veículo, que foi substituída quando as unidades foram adaptadas ao CONVEL.

### Entrada ao serviço
Esta série começou a ser construída em 1979, na unidade fabril da SOREFAME na Amadora, tendo começado a entrar ao serviço ainda nesse ano, com uma configuração em unidade dupla a diesel; em 1988, entraram ao serviço novas automotoras, mas já na composição de unidade tripla a diesel, e com a numeração 0650. As primeiras automotoras também foram convertidas para unidade tripla, no ano seguinte.

### Saída ao serviço
Em 2011, foram abatidas ao serviço as automotoras da Série 650, tendo as suas congéneres da Série 0600 sido retiradas no ano seguinte. O motivo apontado pela empresa Comboios de Portugal para o seu abate foi o fim da vida útil, e os valores necessários para a reabilitação, incluindo a instalação de motores novos, serem demasiado elevados, podendo chegar aos 4 milhões de Euros por unidade. Esta justificação foi no entanto contestada por uma fonte na Empresa de Manutenção de Equipamento Ferroviário, que afirmou que este processo podia ter sido feito por metade do valor apontado pela operadora. Por outro lado, também se previa o desenvolvimento da tracção eléctrica na rede ferroviária, pelo que a CP alugou várias automotoras à operadora Red Nacional de Ferrocarriles Españoles, para assegurar provisoriamente os serviços nos troços ainda não electrificados; no entanto, este projecto não avançou, pelo que o uso das automotoras espanholas passou a definitivo.
Em 23 de Fevereiro de 2015, foram desmanteladas quinze unidades triplas desta série, nas oficinas de Guifões, tendo a operadora fundamentado esta decisão devido à circunstância que a sua reabilitação iria ser muito dispendiosa, e o avançado estado de degradação em que se encontravam, além da sua conservação estar a causar despesas à empresa. Foi aberto um concurso público para a venda e posterior demolição, tendo sido escolhida a firma Reciclagem Sucatas Abrantina.
A unidade tripla composta pelos veículos 0655, 0625 e 0661 foi preservada no Museu Nacional Ferroviário, no Entroncamento.

## Descrição

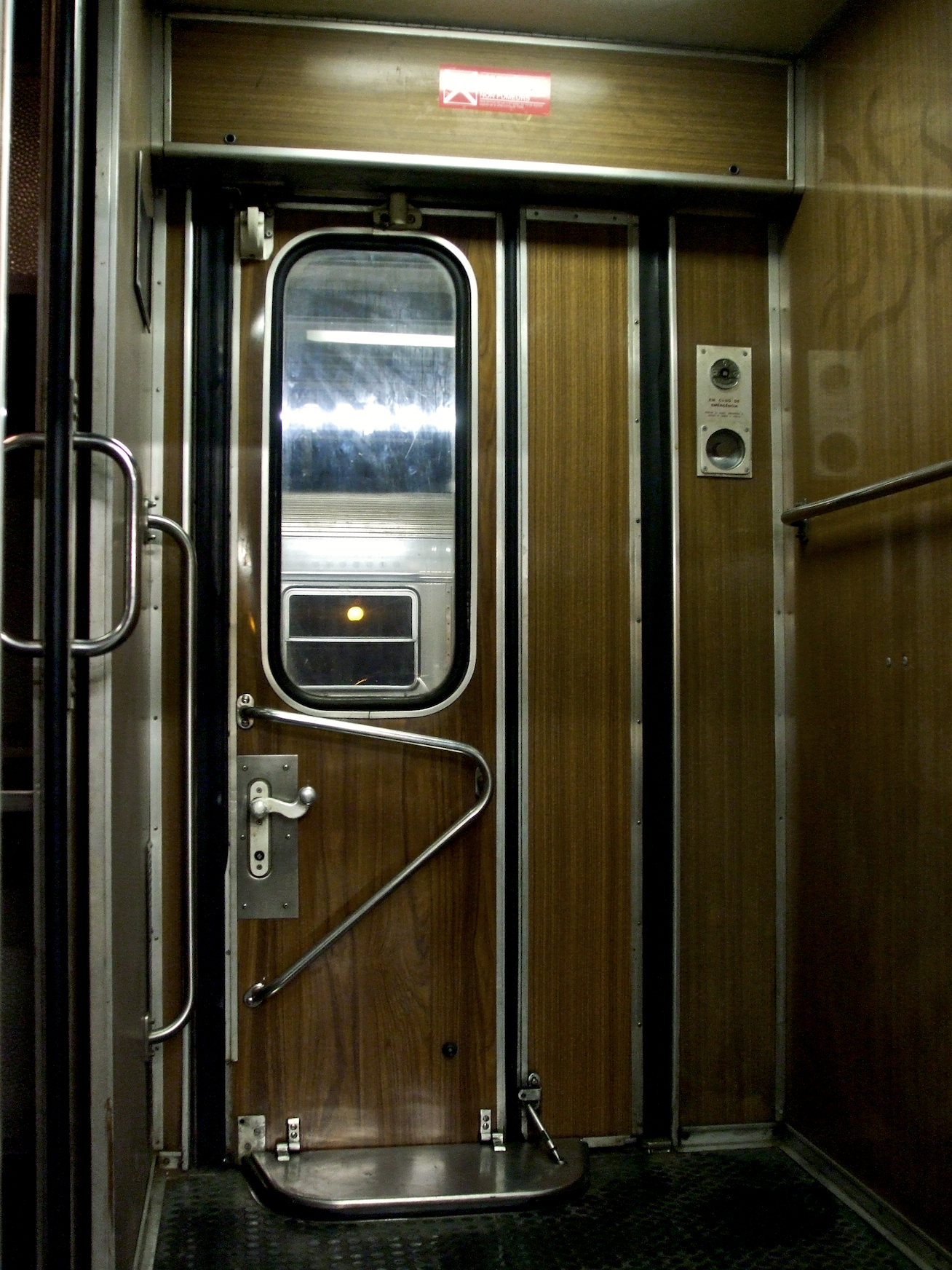
Interior da automotora 0619, na Estação de Faro, em 2009.

Esta série era composta por 26 automotoras a gasóleo, sendo vinte pertencentes à Série 0600 e as restantes à Série 0650.
Circularam por grande parte da rede ferroviária portuguesa, tendo assegurado serviços nas Linhas do Minho, Douro, Oeste e Algarve. Entre os serviços que fizeram, encontrava-se o Comboio Internacional Porto-Vigo.

## Ficha técnica
- Tipo de tracção: Diesel-hidráulica[2]
- Fabricante: Sorefame[2]
- Ano de entrada ao serviço:
  - Série 0600: 1979[2]
  - Série 0650: 1989[2]
- Ano de saída do serviço:
  - Série 0600: 2012[2]
  - Série 0650: 2011[2]
- Esforço de tracção: 114 kN[2]
- Nº de Unidades Construídas: 20 (Série 0600) 6 (Série 0650)[2]
- Velocidade Máxima: 120 km/h[2]
- Potência: 776 Cv / 579 kW[2]
- Tipo de composição: Unidade Tripla a Diesel[2] (Unidade Dupla a Diesel para as 0600 até 1989/1990)
- Lotação:
  - Primeira classe: 40[2]
  - Segunda classe: 154[2]